# جارو (دائرة انتخابية في المملكة المتحدة)
جارو (بالإنجليزية: Jarrow)‏ هي إحدى الدوائر الانتخابية في المملكة المتحدة الممثلة في مجلس العموم في برلمان المملكة المتحدة.
عضو البرلمان الذي يمثلها حالياً هو :Mr Stephen Hepburn (Lab).